# Barbara Fest
Barbara Fest (* 6. Juli 1953) ist eine ehemalige Judoka aus den Vereinigten Staaten. Sie war Weltmeisterschaftsdritte 1980.

## Sportliche Karriere
Barbara Fest kämpfte im Schwergewicht oder in der offenen Klasse. 1979 und 1980 war sie amerikanische Meisterin in der offenen Klasse. Ende November 1980 fanden in New York City die ersten Weltmeisterschaften im Frauen-Judo statt. Barbara Fest gewann in der offenen Klasse eine Bronzemedaille hinter der Belgierin Ingrid Berghmans und der Französin Paulette Fouillet. Nach ihrem Sieg bei den US Open 1981 unterbrach sie ihre Karriere.
1986 kehrte sie noch einmal zurück und gewann die US Open 1986 und 1987. Beim internationalen Turnier in Moskau 1987 siegte sie in der offenen Klasse und belegte den zweiten Platz im Schwergewicht.